# Bipalium sudzukii
Bipalium sudzukii és una espècie de planària terrestre que habita a l'oest de Malàisia.
És una espècie de mida mitjana que pot arribar a mesurar uns 10 cm de longitud quan està en moviment.
La superfície dorsal és de color taronja-marró fosc uniforme.